# Udica
Udica je ribolovni alat za hvatanje pridnene i pelagijske ribe. Ulov ribe se vrši na način da se ribu privuče ka udici pomoću mamca koji se postavi na udicu koju riba proguta i onda, zbog oblika same udice, biva uhvaćena probadanjem usta. 
Udica se koristi tisućljećima za hvatanje ribe. Američki je časopis Forbes 2005. godine proglasio udicu jednim od dvadeset vrhunskih alata koje je izmislio čovjek
Udica se obično nalazi na kraju nekog konopa obično izrađenog od najlona, a na udici se nalazi varalica (mamac) koja može biti prirodna ili umjetna, kojom se pokušava privući ribu da je zagrize ili da je proguta tako da se uhvati odnosno zakači na udicu. Postoji mnogo raznih vrsta, veličina, oblika i materijala od kojih se izdrađuju udice, a njihova različitost je uvjetovana hvatanjem posebne vrste ribe.
Zanimljivo je da su udice većeg broja manje veličine.